# Distrikt Aparicio Pomares
Der Distrikt Aparicio Pomares liegt in der Provinz Yarowilca in der Region Huánuco in Westzentral-Peru. Der Distrikt wurde am 2. Januar 1857 als Distrito de Chupán gegründet. Später erhielt der Distrikt seinen heutigen Namen. Dieser bezieht sich auf Aparicio Pomares, einen Soldaten indigener Abstammung, der 1883 im Salpeterkrieg gegen Chile kämpfte.
Der Distrikt besitzt eine Fläche von 184 km². Beim Zensus 2017 wurden 5020 Einwohner gezählt. Im Jahr 1993 lag die Einwohnerzahl bei 6183, im Jahr 2007 bei 5743. Sitz der Distriktverwaltung ist die 3416 m hoch gelegene Ortschaft Chupán mit 1391 Einwohnern (Stand 2017). Chupán befindet sich 13 km nordnordwestlich der Provinzhauptstadt Chavinillo.

## Geographische Lage
Der Distrikt Aparicio Pomares befindet sich an der Westflanke der peruanischen Zentralkordillere im Norden der Provinz Yarowilca. Der Río Marañón fließt entlang der westlichen Distriktgrenze nach Norden.
Der Distrikt Aparicio Pomares grenzt im Westen an den Distrikt Pampamarca, im Norden an die Distrikte Chuquis und Marías (beide in der Provinz Dos de Mayo), im Osten an die Distrikte Churubamba und Santa María del Valle (beide in der Provinz Huánuco) sowie im Süden an die Distrikte Chavinillo und Obas.

## Ortschaften
Im Distrikt gibt es neben dem Hauptort folgende größere Ortschaften:
- Acobamba
- Nuevo Progreso (217 Einwohner)
- Rahua (388 Einwohner)
- Rondobamba
- San Antonio de Shurapampa
- Villa Castilla
- Yachas